# Kohuke

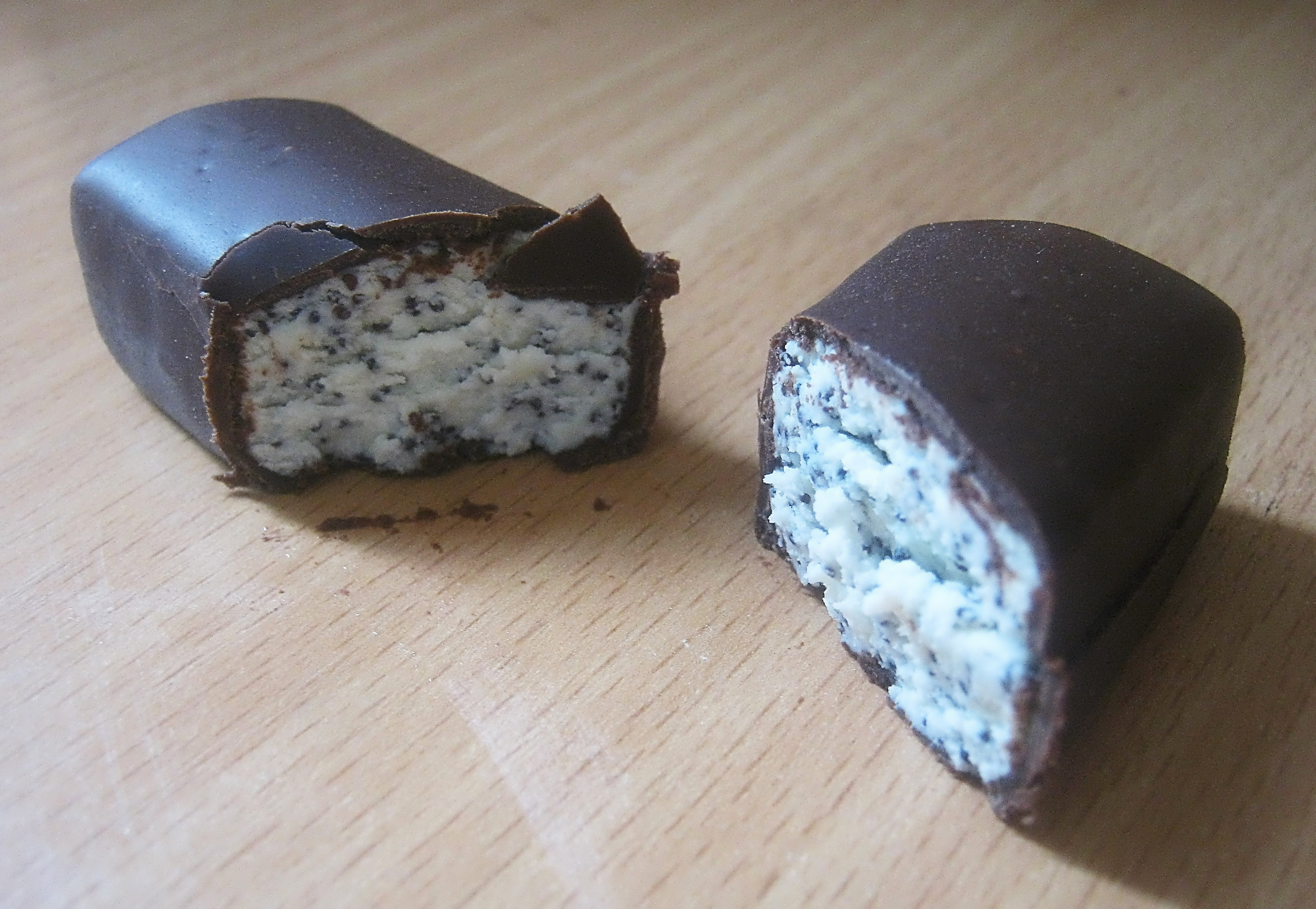
Kohuke amb llavors de papaver

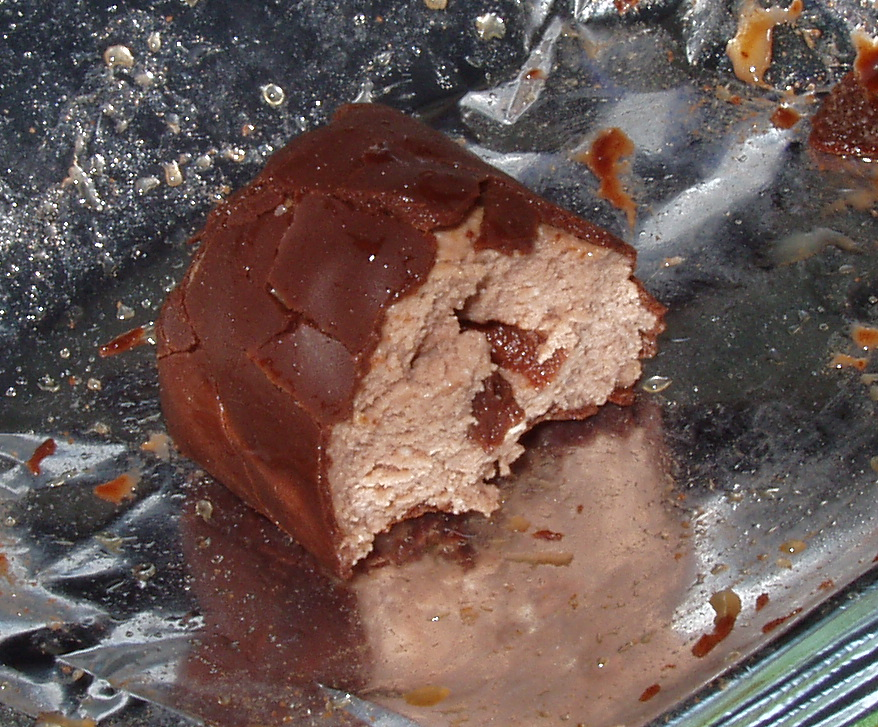
Kohuke de xocolata mossegat

El kohuke, també conegut com a biezpiena sieriņš en letó o varškės sūrelis en lituà és un tipus de dolç fet amb formatge quark, molt popular als països bàltics tot i que també són típics de l'Europa de l'Est i del Pròxim Orient.
La part principal d'aquest dolç és el formatge quark acabat d'esprémer i també té ingredients com ara sucre, edulcorant o altres productes dolços. També poden tenir un farciment fet de glucosa, sucre, o espessidors a vegades amb conservants. Tenen uns 5 centímetres de llarg i poden estar recoberts de panses, melmelada o altres farcits. També poden estar fets sense farciment amb recobriment dolç de xocolata, vainilla, kiwi, maduixa o crema.